# Guillermo V de Hesse-Kassel

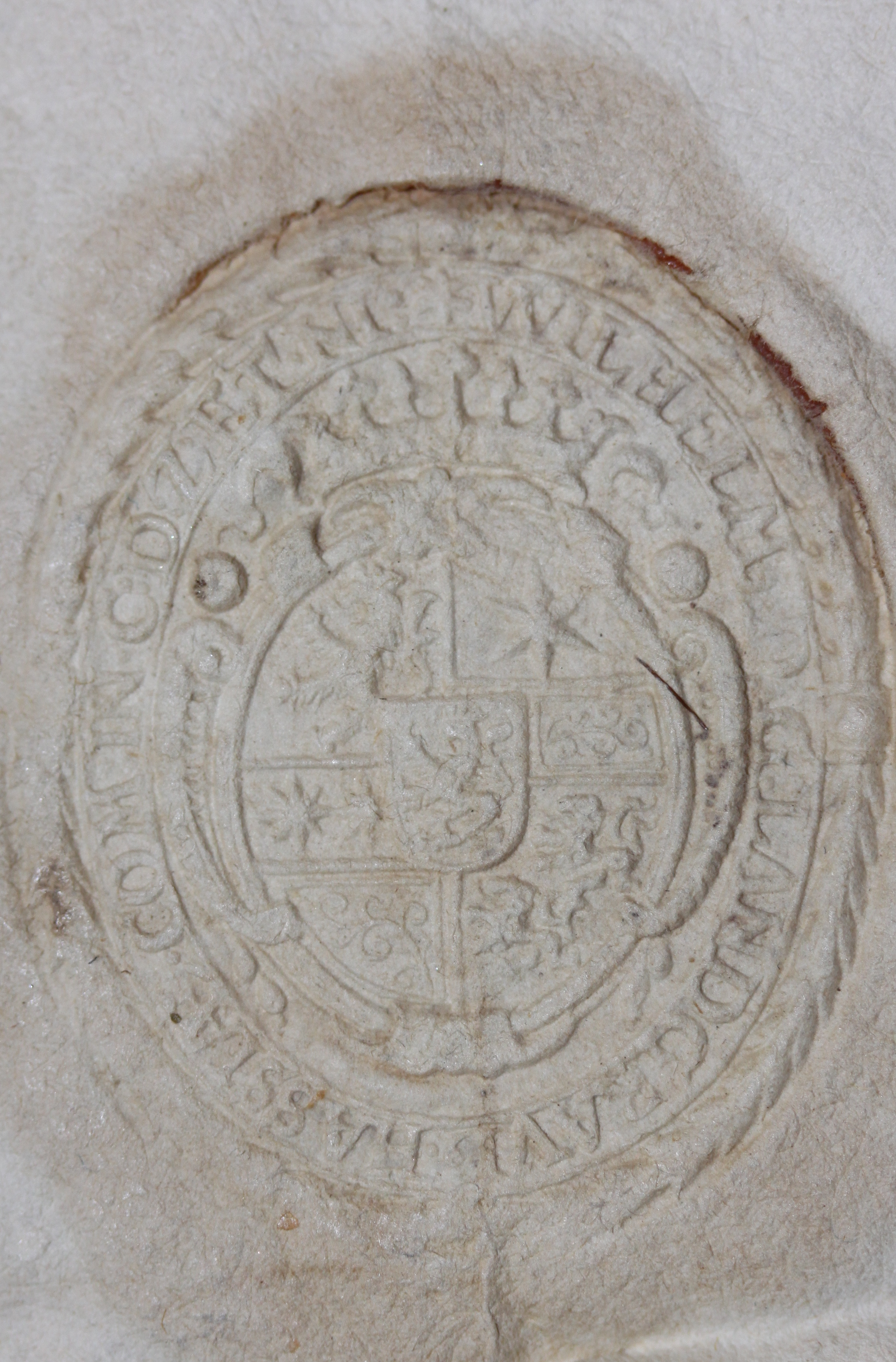
Sello del landgrave Guillermo V.

Guillermo V de Hesse-Kassel (en alemán: Wilhelm V. von Hessen-Kassel; Kassel, 14 de febrero de 1602-Leer, 21 de septiembre de 1637), miembro de la Casa de Hesse, fue landgrave de Hesse-Kassel de 1627 a 1637. Habiendo llegado a gobernar en circunstancias desfavorables y en medio de la guerra de los Treinta Años, continuó sufriendo pérdidas de territorio y riqueza.

## Primeros años de vida
Era hijo de Mauricio de Hesse-Kassel y de su consorte, Inés de Solms-Laubach. Su madre murió poco después de su nacimiento, y su padre se casó posteriormente con la condesa Juliana de Nassau-Dillenburg. Guillermo nació en Kassel.
Mauricio, de amplia educación e intereses, heredó la mitad de las propiedades en poder de los extintos terrenos de Hesse-Marburgo en 1604. Sin embargo, cuando se convirtió al calvinismo al año siguiente, entró en una disputa legal prolongada con su primo luterano, el landgrave Luis V de Hesse-Darmstadt. El Consejo Áulico decidió a favor de Luis, y el 17 de marzo de 1627, después de perder gran parte del territorio en la línea de Darmstadt y dejar a la familia en la ruina financiera, Mauricio finalmente abdicó a favor de su hijo.
Heredó un país en ruinas, resultado de los conflictos que se vivieron durante el gobierno de su padre. La primera orden de Guillermo fue obedecer el veredicto y gracias a una reforma monetaria, logró estabilizar la economía, e intentó reducir el peso de la deuda del landgraviato. Luchó contra la crisis de degradación de Kipper und Wipper y tuvo como objetivo reducir la carga de la deuda.

### Matrimonio e hijos
En 1619 casó con Amalia Isabel de Hanau-Münzenberg, hija del conde Felipe Luis II de Hanau-Münzenberg. Tuvieron trece hijos:
- Inés (1620-1626).
- Mauricio (1621).
- Isabel (1623-1624).
- Guillermo (1625-1626).
- Emilia (1626-1693), casada en 1648 con Enrique Carlos de La Trémoille (1620-1672).
- Carlota (1627-1686), casada en 1650 con el elector Carlos I Luis del Palatinado (1617-1680); divorciados en 1657.
- Guillermo VI (1629-1663), landgrave de Hesse-Kassel. Casado en 1649 con Eduvigis Sofía de Brandeburgo (1623-1683).
- Felipe (1630-1638).
- Adolfo (1631-1632).
- Carlos (1633-1635).
- Isabel (1634-1688), princesa-abadesa de Herford.
- un hijo muerto al nacer (1635).
- Luisa (1636-1638).
- un hijo muerto al nacer (1637).

## Vida pública
Participó activamente en la guerra de los Treinta Años, donde se alineó a la campaña de su pariente el rey Gustavo II Adolfo de Suecia, cuyo ejército desembarcó el 6 de julio de 1630 en Pomerania.
Como comandante, expulsó a las tropas imperiales de Aldringen y Fugger de Hesse. Después de la victoria protestante en la batalla de Breitenfeld de 1631, el rey Gustavo Adolfo le cedió a Guillermo las abadías de Fulda, Herford y Corvey, así como los príncipes obispados de Paderborn y Münster.
Guillermo ocupó Herford y la ciudad de Fritzlar del Electorado de Maguncia. Sin embargo, cuando él y Gustavo Adolfo entraron a la ciudad de Fráncfort, su primo el landgrave Jorge II de Hesse-Darmstadt, aliado con el emperador Fernando II, se alarmó y comenzó las negociaciones con el rey sueco. Las expectativas de Guillermo resultaron ser falsas, cuando Gustavo Adolfo solo se apoderó de la fortaleza de Rüsselsheim y dejó Alto Hesse al landgrave Jorge. La situación de Guillermo empeoró cuando el rey fue asesinado en la batalla de Lützen.
Cuando el emperador firmó la Paz de Praga en 1635 con numerosos príncipes protestantes, excluyendo a Guillermo, después Guillermo V firmó un tratado con Francia, lo que provocó que el emperador invadiera Hesse-Kassel. El landgrave nuevamente perdió a Fulda y sus conquistas de Westfalia y se sumió en otra crisis de deuda. Fue considerado como un enemigo del Sacro Imperio Romano Germánico, mientras que su primo, Jorge, fue nombrado administrador de Hesse-Kassel. En 1636, las fuerzas de Guillermo y el comandante sueco Alexander Leslie pudieron liberar la fortaleza sitiada de Hanau. Sin embargo, en 1637, Hesse-Kassel estaba bajo ocupación militar y Guillermo, al no poder pagar la deuda externa, que ascendía a 2.5 millones de florines, perdió una parte de sus posesiones, y se vio obligado a escapar al exilio. 
Terminó sus últimos días en el exilio, murió en Frisia Oriental. Su viuda asumiría como regente dada la minoría de edad de su hijo, Guillermo VI, hasta que cumplió la mayoría de edad en 1650. Bajo su liderazgo, muchas de las tierras perdidas por su suegro y su esposo fueron recuperadas a través de varias alianzas y batallas extranjeras. En 1650, el hijo de Guillermo, Guillermo VI, comenzó su gobierno como landgrave, y continuó la línea Hesse-Kassel, que casi pereció bajo Mauricio y Guillermo V.
Una de sus hijas, Carlota, se casó con el elector Carlos I Luis del Palatinado y fue la madre de la famosa duquesa de Orleans, cuñada del rey Luis XIV de Francia. Otra hija, Emilia, se casó con Enrique Carlos de La Trémoille. 